# Farmec (companie)
Farmec este cel mai mare producător de cosmetice din România și unul dintre cei mai importanți din Europa de Sud-Est. Compania a fost înființată în anul 1945 la Cluj-Napoca. Farmec S.A. a fost privatizată integral în anul 1995 prin metoda MEBO. Firma are capital românesc, singurul acționar fiind PAS Farmec.
În prezent, Farmec deține peste 400 de produse cosmetice și de curățenie reprezentate de peste 15 branduri, printre cele mai cunoscute mărci ale firmei se află Gerovital H3, Ecovital, Farmec 16, Dermofarm, Triumf și Nufăr. În categoria cremelor și emulsiilor, Farmec deține mărci precum Gerovital Plant, Ana Aslan, Aslavital, Farmec și Doina, iar din categoria deodorantelor fac parte Obsesie, Athos, You & Me.
10% din cifra de afaceri a companiei constă în exporturi, aceasta fiind prezentă pe toate continentele lumii.
După anii 1990, Farmec a început să investească în a crea proprii rețele de distribuții prin cele 14 reprezentanțe deschise în: Cluj, București, Constanța, Brașov, Craiova, Focșani, Sibiu, Pitești, Piatra Neamț, Timișoara, Galați și Tg. Mureș.

Produs al firmei Farmec

Număr de angajați:
- 2017: 760
- 2013: 600[5]
- 2005: 700[3]

Cifra de afaceri:
| Anul          | 2017 | 2012 | 2011 | 2010 | 2008 | 2007 |
| ------------- | ---- | ---- | ---- | ---- | ---- | ---- |
| milioane euro | 45   | 27,2 | 26,2 | 22,6 | 24,4 | 21,5 |

## Istoric
În anul 1889 s-au înființat la Budapesta, laboratoarele Molnar și Moser. După 54 de ani, s-a desprins un mic laborator – Mol-Mos – și a început activitatea la Cluj-Napoca. În anii 60', partidul comunist din România a decis că țara are nevoie pe partea de cosmetică de o fabrica care să intre în competiție cu marile concerne din vestul Europei. Fabrica din Cluj-Napoca a fost cea mai potrivită. În anul 1965, Farmec a produs pentru prima dată laptele Doina, produs folosit pentru hidratare și pentru îndepărtarea machiajului.  
În anii 1967, Farmec a cumpărat sau a încredințat prima formulă (cremă) de anti-aging numită Gerovital. Crema Gerovital este prima formulă de anti-aging din lume creată de Ana Aslan, cea care a descoperit beneficiile curative ale procainei prin tratamentul de lungă durată în doze mici. Gerovital H3 a fost primul medicament de anti-aging descoperit între anii 1946 și 1956. Dr. Ana Aslan a preparat vitamina H3 a cărei bază este procaina (substanța care a fost cunoscută în acea vreme ca un anestezic local). Primele produse Gerovital H3 au fost produse de către Farmec în 1967.